# Дикшабхуми
Дикшабхуми (маратхи दीक्षाभूमी) — ступа, сооружённая на месте, где 14 октября 1956 года Бхимрао Рамджи Амбедкар принял буддизм вместе со многими тысячами своих сторонников, по некоторым данным их число достигало 600 тысяч. Это событие и сейчас направляет действия многих индийцев, которые группами принимают буддизм.
Ступа расположена в городе Нагпур, штат Махараштра, и является одним из центров буддийского паломничества. Ступу посещают тысячи паломников, особенно на праздники Виджая-дашами и 14 октября.
«Дикша» (deeksha) обозначает «принятие религии», этот термин обозначает в буддизме то же, что и крещение в христианстве. «Бхуми» (bhoomi) обозначает «земля». Таким образом «Дикшабхуми» можно перевести как «место принятия буддизма».
Ступа известна своим архитектурным стилем и является популярной туристической достопримечательностью региона.

## Gallery
- Внутри Дикшабхуми: статуя Будды и ступа, в которую заключена урна с прахом Б. Р. Амбедкара
- Статуя Будды
- Бюст Б. Р. Амбедкара
- Барельеф, изображающий  Б. Р. Амбедкара, презентующего Конституцию Индии первому президенту страны Р. Прасаду
- Дерево Махабодхи
- 22 клятвы отречения от индуизма и приверженности буддизму, произнесённые Б. Р. Амбедкаром 14 октября 1956 года на этом месте
- Buddhist Vihar Bhikkhus Nivas
- Дерево Бодхи
- Статуя Будды
- Монастырь